# فرایدک (تگزاس)
فرایدک (به انگلیسی: Frydek) یک منطقهٔ مسکونی در ایالات متحده آمریکا است که در شهرستان آستین، تگزاس واقع شده‌است. فرایدک ۴۶٫۰۳ متر بالاتر از سطح دریا واقع شده‌است.